# ماتيس بوشلي
ماتيس بوشلي (بالهولندية: Matthijs Büchli)‏ مواليد 13 ديسمبر 1992 في هارلم، هو دراج هولندي.

## الميداليات
| الميدالية | المسابقة                               |
| --------- | -------------------------------------- |
| برونزية   | بطولة العالم للدراجات على المضمار 2013 |
| برونزية   | بطولة العالم للدراجات على المضمار 2014 |

## روابط خارجية
- ماتيس بوشلي على موقع الاتحاد الدولي للدراجات (الإنجليزية)
- ماتيس بوشلي على موقع أرشيف الدراجات (الإنجليزية)
- ماتيس بوشلي على موقع إحصائيات الدراجات الإحترافية (الإنجليزية)
- ماتيس بوشلي على موقع CycleBase (الإنجليزية)
- ماتيس بوشلي على موقع اللجنة الأولمبية الدولية (الإنجليزية)
- ماتيس بوشلي على موقع أوليمبيديا (الإنجليزية)
- ماتيس بوشلي على موقع تيم أن.أل (الهولندية)